# El Río (San Cristóbal de La Laguna)
El Río, o Casas del Río, es un pequeño caserío perteneciente al municipio de San Cristóbal de La Laguna, en la isla de Tenerife —Canarias, España—.
Es uno de los núcleos que forman la zona conocida como Las Montañas, que aglutina a la mayoría de los caseríos ubicados en el macizo de Anaga pertenecientes a La Laguna.

## Toponimia
Su nombre se debe a que se localiza en las cercanías del nacimiento del barranco del Río.

## Geografía
Se encuentra situado en la vertiente septentrional del macizo de Anaga sobre un amplio llano en la cabecera del barranco del Río. Las viviendas se localizan junto a la carretera, a 14 kilómetros de la ciudad y a una altitud media de 835 m s. n. m.
El caserío se encuentra integrado en el espacio natural protegido del Parque Rural de Anaga.

## Demografía
Este caserío no aparece como entidad independiente en los censos de población al ser englobado bajo la entidad de población de Las Montañas.

## Comunicaciones
Se accede al caserío por la carretera de Las Carboneras TF-145.

### Transporte público
En autobús —guagua— queda conectado mediante las siguientes líneas de TITSA:
| Línea | Trayecto                             | Recorrido     |
| ----- | ------------------------------------ | ------------- |
| 275   | La Laguna - Las Carboneras - Taborno | Horario/Línea |

### Caminos
Por el caserío pasa uno de los caminos homologados de la Red de Senderos de Tenerife:
- Sendero PR-TF 10 Cruz del Carmen - Punta del Hidalgo.[3]